# Stelt tehnologija
Stelt tehnologija, takođe poznata kao tehnologija niske uočljivosti (LO tehnologija), potdisciplina je vojne taktike i elektronskih protivmera (pasivnih i aktivnih), koja obuhvata opseg metoda koje se koriste da se osoblje, vazduhoplovi, brodovi, podmornice, rakete, sateliti i terenska vozila učine manje vidljivim (u idealnom slučaju nevidljivim) za radarske, infracrvene, sonarne i druge metode detekcije. Ona odgovara vojnoj kamuflaži za ove delove elektromagnetnog spektra (tj. multi-spektralna kamuflaža).
Razvoj modernih stelt tehnologija u Sjedinjenim Državama počeo je 1958. godine, gde su raniji pokušaji da se spreči radarsko praćenje njihovih špijunskih aviona U-2 tokom Hladnog rata od strane Sovjetskog Saveza bili neuspešni. Dizajneri su se okrenuli razvoju specifičnih oblika za avione koji imaju tendenciju da smanje detekciju preusmeravanjem talasa elektromagnetnog zračenja sa radara. Materijal koji apsorbuje radijaciju je takođe testiran i napravljen da smanji ili blokira radarske signale koji se odbijaju od površina aviona. Takve promene oblika i sastava površine sačinjavaju stelt tehnologiju kakva se trenutno koristi na Nortrop Gruman B-2 Spirit „stelt bombarderu”.
Koncept stelta je da deluje ili sakrije opremu i osoblje bez davanja indikacije neprijateljskim snagama o njihovom prisustvu. Ovaj koncept je prvobitno istražen kroz kamuflažu kako bi se izgled objekta stapao sa vizuelnom pozadinom. Kako su se povećale sposobnosti detekcione i presretačke tehnologije (radar, infracrveno pretraživanje i praćenje, rakete zemlja-zrak, itd.), tako je dolazilo i do promena u dizajnu opreme i operacijama vojnog osoblja. Neke vojne uniforme su tretirane hemikalijama da bi se smanjio njihov infracrveni potpis. Moderno steltno vozilo je dizajnirano tako da ima željeni spektralni potpis. Stepen prikrivenosti koji je utelovljen u datom dizajnu bira se prema projektovanim pretnjama detekcije.

## Istorija
Kamufliranje radi pospešivanja ili izbegavanja predacije prethodi čovečanstvu, i lovci su koristili vegetaciju za prikrivanje koliko god dugo ljudi love. Nemoguće je utvrditi najraniju primenu kamuflaže u ratovanju. Metode vizuelnog prikrivanja u ratu dokumentovao je Sun Cu u svojoj knjizi Umeće ratovanja u 5. veku p. n. e., i Frontin u svom radu Strategemata u 1. veku p. n. e..
U Engleskoj su neregularne jedinice čuvara divljači u 17. veku bile prve koje su usvojile žućkastosmeđe boje (uobičajene u irskim jedinicama iz 16. veka) kao oblik kamuflaže, sledeći primere sa kontinenta.
Tokom Prvog svetskog rata, Nemci su eksperimentisali sa upotrebom Celona (celuloznog acetata), providnog pokrovnog materijala, u pokušaju da smanje vidljivost vojnih aviona. Pojedini borbeni avioni tipa Foker E. III Ajndeker, dvosednog posmatračkog biplana Albatros C.I i prototipa teškog bombardera Linke-Hofman R.I bili su prekriveni su celonom. Međutim, sunčeva svetlost koja je davala odsjaj od materijala učinila je avion još vidljivijim. Takođe je otkriveno da celon biva brzo degradiran kako usled sunčeve svetlosti, tako i od promene temperature tokom leta, i stoga je napušten rad na razvoju transparentnih aviona.
Godine 1916, Britanci su modifikovali mali vazdušni brod klase SS radi noćnog izviđanja preko nemačkih linija na Zapadnom frontu. Opremljena motorom sa prigušivačem i crnom gasnom vrećom, letelica je bila nevidljiva i nečujna s tla, ali nekoliko noćnih letova preko teritorije pod Nemačkom proizvelo je malo korisnih informacija i ideja je odbačena.
Kraljevska kanadska mornarica je isprobavala difuzno svetlosnu kamuflažu kao brodski oblik prikrivanja od 1941. do 1943. godine. Ovaj koncept su Amerikanci i Britanci primenili na avione: 1945. godine je Graman TBF avendžer sa Jehudi svetlima dosegao do 3.000 yd (2.700 m) od broda pre nego što je bio uočen. Ovu sposobnost je radar učinio zastarelom.
Podmorinica U-480 je verovatno bila prva stelt podmornica. Ona je imala gumeni sloj od anehoičnih pločica, čiji je jedan sloj sadržavao kružne džepove vazduha za poražavanje ASDIC sonara. Boje koje upijaju radar i materijale od gume i poluvodičkih kompozita (kodna imena: Sumpf, Schornsteinfeger) su koristile krigsmarinske podmornice u Drugom svetskom ratu. Testovi su pokazali da su efiktivne u smanjenju radarskih potpisa na kratkim (centimetarskim) i dugim (1,5 metara) talasnim dužinama.
Godine 1956. je CIA započela pokušaje da smanji površinu radarskog preseka (engl. radar cross-section - RCS) špijunskog aviona U-2. Razvijena su tri sistema, Trapez, nizovi žica i feritnih perlica oko platforme vazduhoplova, pokrovni materijal sa PCB sklopovima ugrađenim u njemu i boja koja upija radar. Oni su primenjeni na terenu na takozvanim prljavim pticama, ali rezultati su bili razočaravajući, povećanja težine i otpora vazduha nisu bili vredni smanjenja stope detekcije. Uspešnije je bilo nanošenje kamuflaže na prvobitno gole metalne letelice; duboko plava boja je najefikasnija. Težina ovog pokrova koštala je 250 stopa maksimalne altitude, ali je avion bio teže uočljiv za presretače.
Godine 1958, američka Centralna obaveštajna agencija zatražila je sredstva za izviđački avion kaji bi zamenio postojeće špijunske avione U-2, i kompanija Lokid osigurala ugovorna prava na njegovu proizvodnju. „Keli” Džonson i njegov tim iz Lokidovog Skunk Vorksa dobili su zadatak da proizvedu A-12 (ili OXCART), koji bi operisao na velikoj nadmorskoj visini od 70,000 do 80,000 stopa i sa brzinom od 3,2 maha da bi izbegao radarsku detekciju. U okviru ranih prototipova, nazvanih od A-1 do A-11, razvijeni su razni oblici aviona dizajnirani da smanje radarsku detekciju. A-12 je imao brojne steltne karakteristike, uključujući posebno gorivo za smanjenje potpisa izduvnih gasova, nagnute vertikalne stabilizatore, upotrebu kompozitnih materijala na ključnim lokacijama i sveukupnu završnu obradu u radar-apsorbujućoj boji.
Godine 1960, USAF je smanjio radarski presek bespilotne letelice Rajan K-2C Fajerbi. To je postignuto kroz posebno dizajnirane ekrane preko dovoda vazduha, materijala koji apsorbuje zračenje na trupu i boje koje apsorbuje radar.
Tokom 1970-ih, američko Ministarstvo odbrane pokrenulo je projekat Lokid Hev Blu, sa ciljem razvoja stelt borbenog aviona. Došlo je do oštrog nadmetanja u ponudama između Lokida i Nortropa da se osigura ugovor od više milijardi dolara. Lokid je u svoju ponudu uneo tekst koji je napisao sovjetsko-ruski fizičar Pjotr Ufimcev iz 1962. godine, pod nazivom Metoda ivičnih talasa u fizičkoj teoriji difrakcije, Sovjetski radio, Moskva, 1962. Godine 1971. je ova knjiga prevedena na engleski jezik sa istim naslovom od strane Američkog ratnog vazduhoplovstva, Odeljenja za stranu tehnologiju. Ta teorija je odigrala kritičnu ulogu u dizajniranju američkih stelt vazduhoplova F-117 i B-2. Jednačine navedene u tom radu kvantifikovale su kako će oblik aviona uticati na njegovu radarsku detektabilnost, nazvanu površinom radarskog preseka (RCS) Ovo je Lokid primenio u kompjuterskoj simulaciji kako bi dizajnirao novi oblik koji su nazvali „Beznadežni dijamant”, igra reči na naziv Dijamant nade, čime su osigurali ugovorna prava na proizvodnju F-117 najthoka počevši od 1975. Godine 1977 Lokid je proizveo dva modela sa 60% veličine na osnovu ugovora Hev Blu. Program Hev Blu je bio demonstracija stelt tehnologije koja je trajala od 1976. do 1979. Takođe je Nortrop Grumanov Tacit Blu igrao ulogu u razvoju kompozitnog materijala i krivolinijskih površina, niske uočljivosti, električne komande leta i drugih inovacija stelt tehnologije. Uspeh projekta Hev Blu je doveo do toga da su Vazduhoplovne snage formirale program Seniorski trend koji je razvio F-117.

## Literatura
- Dawson, T.W.G., G.F. Kitchen and G.B. Glider. Measurements of the Radar Echoing Area of the Vulcan by the Optical Simulation Method. Farnborough, Hants, UK: Royal Aircraft Establishment, September 1957 National Archive Catalogue file, AVIA 6/20895
- Ufimtsev, Pyotr Ya., "Method of edge waves in the physical theory of diffraction," Moscow, Russia: Izd-vo. Sov. Radio [Soviet Radio Publishing], 1962, pages 1–243.
- Doucet, Arnaud; Freitas, Nando de; Gordon, Neil (2001). Sequential Monte Carlo Methods in Practice. Statistics for Engineering and Information Science (1st изд.). Berlin: Springer-Verlag. ISBN 978-0-387-95146-1. Приступљено 11. 3. 2009. Непознати параметар |orig-date= игнорисан (помоћ)
- Analogues of Stealth – Northrop Grumman Архивирано на веб-сајту  (12. август 2012)
- Countering stealth Архивирано на веб-сајту  (29. децембар 2019)
- How "stealth" is achieved on F-117A
- United States Patent No.6,297,762. October 2, 2001. Electronic countermeasures system (Apparatus for detecting the difference in phase between received signals at two spaced antennas and for then retransmitting equal amplitude antiphase signals from the two spaced antennas is disclosed.)
- "Multiaxis Thrust Vectoring Flight Control vs Catastrophic Failure Prevention", Reports to U.S. Dept. of Transportation/FAA, Technical Center, ACD-210, FAA X88/0/6FA/921000/4104/T1706D, FAA Res. Benjamin Gal-Or, Grant-Award No: 94-G-24, CFDA, No. 20.108, Dec. 26, 1994; "Vectored Propulsion, Supermanoeuvreability, and Robot Aircraft", by Benjamin Gal-Or, Vectored Propulsion, Supermaneuverability and Robot Aircraft. Springer Verlag. 1990. ISBN 0-387-97161-0., 3-540-97161-0.
- Suhler, Paul A (2009). From Rainbow to Gusto: Stealth and the Design of the Lockheed Blackbird. American Institute of Aeronautics and Astronautics. ISBN 978-1-60086-712-5., .